# Carrascosa (Spagna)
Carrascosa è un comune spagnolo di 109 abitanti situato nella comunità autonoma di Castiglia-La Mancia.